# Бусан Лоте Тауър
Бусан Лоте Тауър e небостъргач в строеж, намиращ се в град Бусан, Южна Корея. Сградата ще бъде част от комплекса „Лоте Уърлд 2“.
Проектира се от нюйоркското ателие на „Скидмор, Оуингс и Мерил“. Планирано е небостъргачът да бъде завършен през 2010 г. и да бъде висок 510 метра със 119 етажа.
По-късно параметрите са намалени на 399 м и 107 етажа. Пусковият срок няколко пъти е удължаван, последният е за март 2019 г.